# Balourdet
Balourdet je priimek več oseb:
- Édouard Bourdet, francoski dramatik
- Eugène-Jules-Octave Balourdet, francoski general